# Niche fiscale
Pour les articles homonymes, voir Niche.
Ne doit pas être confondu avec Niche sociale.
Les niches fiscales, appelées également dérogations fiscales ou dépenses fiscales, sont les avantages fiscaux dont peuvent bénéficier les contribuables pour diminuer le montant de leur impôt, dès lors qu'ils remplissent certaines conditions.
En France, les dépenses fiscales se définissent comme « les dispositions fiscales dérogatoires induisant un coût pour le budget de l’État ». En 2024, 467 niches privent l'État de 83,29 milliards d’euros (plus du quart des recettes fiscales nettes de l’État) selon la Cour des comptes.

## Définitions
Les niches fiscales sont  également appelées dérogations fiscales ou dépenses fiscales. Il s'agit des avantages fiscaux dont peuvent bénéficier les contribuables pour diminuer le montant de leur impôt, dès lors qu'ils remplissent certaines conditions.
En France, selon le tome II de l’annexe voies et moyens des projets de lois de finances (2017), les dépenses fiscales se définissent comme « les dispositions fiscales dérogatoires induisant un coût pour le budget de l’État ». C'est notamment le cas des dispositifs dérogatoires applicables aux entreprises,.

## Objectifs
Les niches fiscales permettent de minimiser l'impôt du contribuable qui, s'il maîtrise bien la fiscalité, peut en les invoquant ne pas payer d'impôt ou beaucoup moins que le montant de ses revenus ne le justifierait dans le cadre du régime général.
Elles peuvent être la résultante d'une action volontaire, dans le but d'encourager un comportement particulier (par exemple l'investissement locatif) ou issues du statut du contribuable lorsque le législateur a prévu d'avantager une catégorie socio-professionnelle particulière. Ainsi distingue-t-on les niches fiscales dites « verticales/actives » des niches fiscales dites « horizontales/passives »:
- Les niches fiscales verticales/actives : ce sont des niches dans lesquelles le contribuable adopte pour en bénéficier une démarche d'investisseur. Il doit prospecter le marché, décider d'investir et de bénéficier du dispositif fiscal dérogatoire de la dépense fiscale correspondante. Pour ce faire, il doit créer un montage juridique particulier permettant de réaliser l'opération envisagée[5]. La niche fiscale représente alors la contrepartie assurée par l'État du risque pris par le contribuable dans son investissement. Le type même de niches verticales sont par exemple, en France, les niches d'investissement industriel ou locatif dans les DOM-TOM[6].
- Les niches horizontales/passives : ce sont des niches qui ne nécessitent pas de la part du bénéficiaire une démarche particulière pour en bénéficier. Au contraire, la niche horizontale satisfait toutes les personnes dont la situation objective ouvre droit à ce dispositif (exemple en France, la PPE ou prime pour l'emploi). D'une façon générale ces niches horizontales, correspondent à une "fiscalisation" des dépenses budgétaires, c'est-à-dire qu'elles s'apparentent à de véritables dépenses du budget, sans pour autant se traduire en comptabilité publique par un accroissement mécanique des dépenses donc du déficit, puisqu'il s'agit simplement d'une minoration d'impôt et non de l'émission d'une dépense budgétaire supplémentaire (subvention).

Les niches fiscales sont en général plutôt critiquées par la frange de la population qui ne peut en bénéficier et défendues par les bénéficiaires de celles-ci. Elles reflètent cependant la volonté politique du législateur, de favoriser telle ou telle catégorie ou tel ou tel comportement.
Toutefois, l'objectif affiché de la plupart des niches créées par la loi est d'agir sur certains investissements en modifiant leur rentabilité économique, après impôt, afin de les rendre plus attractifs. Elles sont en général plus favorables aux grandes entreprises et contribuables aisés (du fait de la progressivité de l'impôt). La prime pour l'emploi est l'exception, 8,7 millions de salariés modestes en bénéficient en 2008.

## Différences notables

### Avec une imposition différée
Il convient de bien différencier niche fiscale et imposition différée. La déductibilité des cotisations retraites accordée par de nombreux pays résulte en fait d'un décalage de l'imposition de ces sommes. En effet, la doctrine fiscale généralement admise dans la plupart des pays veut que les revenus ne puissent être taxés deux fois par le même impôt (non bis in idem). Par conséquent, les cotisations de retraites ne sont pas imposées au moment de leur paiement par le contribuable, pour pouvoir taxer la rente de la retraite des années plus tard.

### Avec une niche sociale
Le principe de déductibilité sur cotisation, ou d'exonération sur cotisation, voire d'abattement, constitue une catégorie bien individualisée que l'on appelle niches sociales. Cependant ce terme peut avoir une acception large et une acception étroite. 
- Dans son acception large : les niches sociales représentent toutes les techniques de minoration des cotisations sociales et des prélèvements sociaux, accordés par le législateur, y compris leur éventuelle interférence avec certaines dépenses fiscales (qui deviennent alors des dépenses sociales indirectes).
- Dans son acception étroite : il ne s'agit que d'exonérations de prélèvements sociaux. Il s'agit en ce sens de "dépenses sociales" ex-ante accordées au profit des assujettis aux prélèvements sociaux, afin de minorer le coût du travail par exemple selon la branche d'activité ou la taille de la personne morale ou la catégorie de la personne physique considérée.

### Avec un avoir fiscal
Un avoir fiscal est une quantité d'impôt liée à un revenu. L'avoir fiscal représente donc un impôt déjà payé qui est déduit de l'impôt sur le revenu ou les bénéfices afin d'éviter une double imposition. Il ne s'agit donc pas d'une réduction d'impôt, mais d'un mécanisme visant à éviter la double imposition d'un revenu.

## Principales niches fiscales par pays

### En France
En France, le nombre de niches fiscales est passé d'environ 418 en 2003, à 468 en 2010. En première estimation, il existait environ 486 niches fiscales différentes qui représenteraient un manque à gagner supplémentaire (pour l'État) de 50 à 73 milliards d'euros. En vérité, en seconde estimation, (celle-ci totalement fiable et exhaustive), il existe 509 niches fiscales, la différence avec le nombre trouvé par la mission de la commission des finances venant de niches « occultes » non apparentes sur plusieurs exercices qui se rapportaient à la fiscalité locale et ne figuraient pas dans l'inventaire du document (voies et moyens tome 2) annexé au projet de loi de finances pour 2008[réf. souhaitée]. Le volume global de la dépense n'en a pourtant pas été affecté. C'est le rapport Fouquet du Conseil d'État rendu public le 23 juin 2008 qui clôt en quelque sorte la "querelle des niches" en donnant des pistes de réforme décisives. Il existe environ 200 dispositifs dérogatoires au seul impôt sur le revenu (IR), pour un coût total de 39 milliards d'euros en 2008. Si cette estimation est exacte, la suppression des niches ferait passer l'apport de l'IR aux finances publiques d'entre 45 et 50 milliards d'euros à environ entre 85 et 90 milliards, sans affecter les autres ressources de l'état ; et les prélèvements obligatoires augmenteraient de plus de 2 points de PIB.
En 2010, si le nombre de niches fiscales est élevé une quinzaine de niches « coûtaient » la moitié du total.
En 2016, les 451 niches fiscales recensées viennent diminuer les recettes fiscales de l’État d'un montant de 85,6 milliards d'euros. Leur montant progresse plus rapidement que ne le prévoyait la programmation pluriannuelle. Les dispositifs de maîtrise de ces dépenses, introduits par la LPFP, sont toujours peu opérants. L’efficacité des niches fiscales est de plus rarement mesurée,.
En 2017, les niches fiscales les plus importantes sont le CICE (15,7 milliards) et le crédit d'impôt recherche (5,5 milliards), qui profitent aux entreprises. Du côté des particuliers, les niches fiscales les plus importantes sont les soutiens aux travaux dans les logements (3,4 milliards) ainsi que les aides fiscales pour emploi d’un salarié à domicile, garde d’enfant, employé de maison ou prof d’anglais (4 milliards sur deux dispositifs). Le montant total des niches fiscales est de 89,9 milliards d'euros.
En 2018, il est prévu que le montant des niches fiscales augmente de 7,3 % pour atteindre près de 100 milliards d'euros et que leur nombre passe à 457.
| Niche fiscale                                                                                             | Montant prévisionnel (2018) en milliards d'euros |
| --- | ------------------------------------------------ |
| Crédit d'impôt pour la compétitivité et l'emploi (CICE), supprimé en 2019                                 | 21                                               |
| Crédit d'impôt en faveur de la recherche                                                                  | 5,8                                              |
| Crédit d'impôt au titre de l'emploi d'un salarié à domicile                                               | 4,7                                              |
| Abattement de 10 % au titre de l'impôt sur le revenu sur le montant des pensions (y compris alimentaires) | 4,1                                              |
| Taux de TVA réduit pour les travaux portant sur des logements achevés depuis plus de deux ans             | 3,6                                              |
| Taux de TVA réduit applicable aux ventes à consommer sur place, à l'exception des ventes d'alcool         | 2,7                                              |
| Taux de TVA réduit applicable à certains médicaments                                                      | 2,5                                              |
| Taux de TVA réduit sur les travaux portant sur certains logements sociaux                                 | 2,2                                              |
| Taux réduit de taxe intérieure de consommation sur le gazole sous condition d’emploi                      | 2                                                |
| Exonération d'impôt sur le revenu des prestations familiales et de diverses allocations                   | 1,9                                              |
| Total 10 premiers                                                                                         | 50,5                                             |

En 2025, la Cour des comptes estime qu'en 2024, 467 niches détournent du budget de l'Etat 83,29 milliards d’euros (plus du quart des recettes fiscales nettes de l’Etat); les niches fiscales les plus coûteuses pour l'État comprennent le crédit d'impôt en faveur de la recherche (7,8 milliards d'euros), suivi du crédit d'impôt pour l'emploi d'un salarié à domicile (6,7 milliards d'euros, bénéficiant à plus de 4,7 millions de foyers), l'abattement de 10% sur les pensions et retraites (4,8 milliards d'euros), les exonérations liées à la participation, à l'intéressement ou à l'abondement (2,75 milliards d'euros), et enfin le taux réduit de TVA à 10% pour certains travaux (2,17 milliards d'euros).

#### Principales niches offertes aux entreprises
Une première mesure a été la baisse du taux de l'impôt sur les sociétés de 50 % à 34,6 % aujourd’hui, soit une perte de 20 milliards d’euros en 2010 pour les finances publiques, suivi de l'ouverture de nouvelles niches fiscales, dont les principales, listés par le Conseil des prélèvements obligatoires (CPO).
| Objectif                               | Niche pour l'entreprise (non exhaustif)                                             | Coût (« Manque à gagner ») pour les finances publiques) et année[Quand ?] |
| -------------------------------------- | ----------------------------------------------------------------------------------- | ------------------------------------------------------------------------- |
| Encouragement à l'auto-entrepreneuriat | Régime de l’auto-entrepreneur                                                       | 276 millions d'€                                                          |
| Création/reprise d'entreprises         | Aide aux chômeurs créateurs et repreneurs d’une entreprise (ACCRE)                  | 169 M€                                                                    |
| Accompagnement des entreprises         | Mesures dérogatoires d’accompagnement des entreprises                               | 102 M€                                                                    |
| Favoriser la cession des entreprises   | Exonérations de plus-values de cession professionnelle                              | 1115 à 1550 M€                                                            |
| Développement des PME                  | Taux réduit d’IS pour les PME                                                       | 2,1 MM€                                                                   |
| Capitalisation des PME                 | Dispositifs dérogatoires incitant à la capitalisation des PME                       | 3,01 MM€                                                                  |
| Encouragement à la participation       | Exonération des plus-values à long terme sur la cession des titres de participation | 6 MM€ (pour 2009)                                                         |
| Développement des entreprises          | Régime de l’intégration fiscale                                                     | 19,5 MM€ (2008)                                                           |
| Développement des entreprises          | Régime des sociétés mère-filles                                                     | 34,9 MM€ (2009)                                                           |
| Développement des multinationales      | Régime du bénéfice mondial consolidé                                                | 302 M€                                                                    |
| Développement des entreprises          | Heures supplémentaires                                                              | 4,5 M€                                                                    |
| Développement de la restauration       | TVA réduite sur la restauration                                                     | 3,5 milliards €                                                           |
| Développement des entreprises          | Niches sociales ; exonérations de cotisations sociales                              | 42 M€ en 2009                                                             |

Ces niches permettant aux entreprises de déroger aux prélèvements obligatoires. Elles représentent depuis les années 2000 une part indirecte (et fortement croissante au point de devenir majeure) du financement public soutenant les entreprises puisque - à titre d'exemple - en 2006, ce sont 5 290 M€ qui n'ont pas été payés par les entreprises, soit plus de 20 fois le total des crédits budgétaires directement et officiellement destinés (spécifiquement ou non) à soutenir les PME (237 M€), sous forme notamment de subventions (Ubifrance pour l’export par exemple) ou de prêts bonifiés (OSÉO). Et la Cour des Comptes a estimé que ces mesures fiscales ont été dans les années 2000 les principales aides accordés aux entreprises « pour des raisons qui relèvent plus de l'affichage budgétaire et des modalités particulières de mise en place de ces aides que d’une analyse de leur efficacité ». Le CPO (Conseil des prélèvements obligatoires) notait en 2010 que « un grand nombre de mesures fiscales destinées à favoriser le développement des entreprises ne sont pas ou plus classées comme des dépenses fiscales mais considérées comme de simples modalités particulières de calcul de l’impôt ». Elles n'apparaissent donc plus comme un manque à gagner en tant que tel.
Ces niches s'ajoutent à environ 65 milliards d’euros du total des aides publiques directes aux entreprises (financées par l’État à 90 % et par les collectivités pour 10 %) attribuées via « au moins 6 000 dispositifs d’aides, dont 22 aides européennes, 730 aides nationales et, par exemple, 650 pour
l’ensemble des collectivités de la seule région Ile-de-France » selon l'Audit de modernisation consacré aux aides publiques aux entreprises commandé par le 1er ministre à trois inspections (Finances, Administration et Affaires sociales) pour éclairer les questions du Conseil d'orientation pour l'emploi (COE) a conclu que ce n'étaient pas 10 milliards d'euros, comme déclarés à la Commission, mais plutôt 65 milliards (4 % du PIB) qui ont en 2005 été offerts aux entreprises, soit « un peu plus que le total du budget de l'Éducation nationale, près de deux fois le budget de la Défense, le même ordre de grandeur que le total des dépenses hospitalières ». Sur cette somme 57 milliards ont été directement au crédit de l'État, dont 6 milliards d'aides aux entreprises publiques. Ceci correspond à « 8 % des prélèvements obligatoires des administrations publiques ou encore 949 € par habitant ».
Le passage du bouclier fiscal à 50 % des revenus déclarés a également profité à de nombreux chefs d'entreprises ou actionnaires, avec selon la cour des comptes une perte de 0,7 milliard d’euros. De plus la baisse de l’impôt sur le revenu due à la diminution du nombre de tranches (passées de 13 avant 1986 à 5 aujourd’hui), et au passage de la tranche supérieure de 65 % (avant 1986) à 41 % aujourd’hui qui a privé les finances publiques de 15 milliards d’euros en 2009.
Pour Martine Orange (octobre 2010) : « les groupes sont les grands gagnants de ce système. Comme l'a établi un rapport (2010) du Conseil des prélèvements obligatoires, leur taux réel d'imposition n'est pas de 33 % mais de 13 %, ce qui place la France au même niveau que l'Irlande qui a adopté une fiscalité très favorable pour attirer les grands groupes internationaux ; un chiffre rarement mentionné par le Medef. En revanche, les petites entreprises, peu familières du dédale fiscal français, sont imposées en moyenne à hauteur de 30 %. »

#### Niches liées aux investissements
En 2023, certains investissements, sous certaines conditions dictées par la loi, permettent des amortissements dérogatoires, et donc une réduction de l'assiette d'imposition comme :
- souscriptions de parts de fonds commun de placement dans l'innovation (FCPI) ou de parts dans des fonds d'investissement de proximité (FIP) ;
- investissement dans l'immobilier avec la loi Pinel ;
- investissement dans le cinéma avec des souscriptions au capital de Sofica ;
- dépenses supportées en vue de la restauration complète d'un immeuble bâti (loi Malraux) ;
- investissements immobiliers dans le secteur de la location meublée non professionnelle (amendement Censi-Bouvard) ;
- investissements forestiers (le 24 janvier 2025, le Sénat vote un principe d'écoéligibilité au « dispositif fiscal Monichon » d'exonération fiscale forestière : la réduction de 75 % des droits de succession sur une propriété forestière sera désormais soumise au respect d'exigences accrues en matière de captage et stockage du dioxyde de carbone et de protection de la biodiversité)[30] ;
- investissements au capital de PME ;
- souscription au capital d'entreprises de presse ;
- investissements réalisés outre-mer ;
- investissement dans un plan épargne retraite.

Par ailleurs, pour les personnes ayant souscrit avant le terme, les effets des réductions d'impôts périmées se poursuivent dans le temps. Il s'agit des avantages fiscaux consentis au titre des dispositifs suivants :
- investissements locatifs dans le secteur du tourisme (clos depuis le 31 décembre 2012) ;
- intérêts perçus en cas de cession d'une exploitation agricole avec paiement différé (clos depuis le 31 décembre 2010) ;
- dépenses effectuées en vue du maintien et de la protection du patrimoine naturel (clos depuis le 31 décembre 2013) ;
- souscription au capital de SOFIPECHE (clos depuis le 31 décembre 2011) ;
- intérêts des prêts à la consommation (clos depuis le 31 mai 2005) ;
- investissements locatifs dans des résidences hôtelières à vocation sociale (clos depuis le 31 décembre 2010) ;
- versements sur un compte épargne co-développement (clos depuis le 31 décembre 2009) ;
- investissements Scellier (clos depuis le 31 mars 2013) ;
- tutorat des créateurs ou repreneurs d'entreprises (clos depuis le 31 décembre 2011).

#### Niches liées à la profession
Pendant longtemps, une centaine de professions (limeurs de cadres de bicyclette du département de la Loire, brodeurs de la région lyonnaise, fabricants de pipe du jura, etc.) ont pu déduire jusqu'à 40 % de leurs revenus pour compenser le fait qu'elles avaient des frais professionnels élevés. Cela est terminé depuis la fin des années 90. 
Cependant, certaines corporations disposent toujours de privilèges fiscaux, notamment les journalistes, parlementaires, arbitres et juges sportifs, marins pêcheurs, écrivains, artistes, sportifs, sapeurs pompiers volontaires, assistantes maternelles, agriculteurs, fonctionnaires internationaux et européens.

#### Niches liées aux énergies fossiles
En 2017 en France, les subventions aux énergies fossiles ont coûté 7,8 milliards d'euros. Réunis en mai 2017, les pays du G7, dont la France fait partie, se sont engagés à éliminer les subventions aux énergies fossiles d'ici 2025. Les organisations non gouvernementales (ONG) du réseau action climat (RAC) demandent au gouvernement français une accélération du calendrier pour aboutir à la suppression de ces niches fiscales d'ici la fin du quinquennat, soulignant que, « dans sa configuration actuelle, la hausse progressive de la taxe carbone entraînera mécaniquement une augmentation des niches fiscales bénéficiant à ces secteurs ».
| Niche fiscale | Montant (2017) en millions d'euros |
| --- | ---------------------------------- |
| Remboursement partiel de la taxe sur le gazole pour le transport routier | 740                                |
| Remboursement partiel de la taxe sur le gazole pour les agriculteurs | 190                                |
| Taux réduit de taxe sur les consommations du gaz et du charbon en faveur des entreprises intensives en énergie, soumises au régime ETS                                            | 310                                |
| Taux réduit de taxe sur les consommations du gaz et du charbon en faveur des entreprises intensives en énergie, considérées comme exposées à un risque important de fuite carbone | 220                                |
| Taux réduit de taxe sur le gazole non routier (en faveur des secteurs de la construction, agriculture, etc.)                                                                      | 1 900                              |
| Exonération de la taxe sur la consommation du kérosène en faveur de l'aviation | 3 000                              |
| Exonération de la taxe sur la consommation (l'autoconsommation) des produits pétroliers dans les raffineries                                                                      | 320                                |
| Autres (taxis, GPL, butanes et propanes, taxe sur le charbon pour les entreprises qui valorisent la biomasse, etc.)                                                               | 1 500                              |

A noter qu'à l'échelle internationale, un rapport de la coalition d'ONG Alliance pour l'environnement et la santé (HEAL) publié le 27 juillet 2017 démontre que les subventions aux énergies fossiles entraînent des effets sanitaires qui finalement coûtent beaucoup plus aux États. En effet, les pays du G20 subventionnent encore les énergies fossiles à hauteur de 416 milliards d'euros selon l'Overseas Development Institute. Mais selon l'étude de HEAL, les États dépensent six fois plus pour contrer les effets sanitaires dus à l'utilisation d'énergie fossile.
Les pays sont notamment contraints de débourser 2 600 milliards d'euros pour soigner les infections respiratoires, les AVC, les crises cardiaques et autres cancers des poumons. Des dépenses de santé liées à la pollution de l'air, au changement climatique et à la dégradation de l'environnement qui ne sont pas prises en charge par l'industrie des énergies fossiles mais par la société.
Enfin, il peut être noté qu'il existe une niche fiscale, qui n'est pas évoquée dans le tableau ci-dessus : c'est la niche fiscale « frais réels » pour les déplacements en voiture, qui coûte environ 2 milliards d'euros par an à l’État.

#### Niches en Corse
En 2011, l'inspection générale des finances (IGF), dans son rapport d'évaluation des niches fiscales et sociales, a recensé une quinzaine de dérogations d'impôts pour la Corse dont la plus importante est une TVA allégée sur de nombreux produits. Des avantages fiscaux visent également à stimuler l'économie insulaire : diverses exonérations d'impôt des sociétés et de cotisation foncière pour les PME, de taxe foncière sur les terres agricoles, crédit d'impôt pour les investissements dans l'île, etc,.
L'IGF estime que ces dispositifs sont « inefficaces » et « sans effet perceptible sur le développement et l'emploi ». La Cour des Comptes quant à elle estime que ces dispositifs reposent sur des « dispositions obsolètes, voire dépourvues de tout fondement légal, qui méconnaissent le principe général d'égalité devant l'impôt ». A contrario, François Lalanne, secrétaire général aux affaires corses à la préfecture de région, est plus nuancé : « l'intense effort financier de l’État a sorti l'île de la misère ».
De fait, la Corse a connu depuis vingt ans la plus forte croissance de toutes les régions. Mais à partir de 2020, l'île se retrouvera au même régime sec que les autres régions.

#### Coût des aides aux entreprises et inconvénients des niches fiscales
Selon Matray (2007), dans un article intitulé niches fiscales: entre lobbying réussi et instrument de politique économique, estime que « l'ampleur des niches fiscales et la complexité en résultant sont propres à la France. » ; elles y sont vivement régulièrement critiquées comme inefficace ou soutenues comme étant supposées pallier les effets pervers d'une fiscalité jugée excessive. Ainsi, Pascal Salin estime que les niches fiscales, « loin de constituer un cadeau de l'Etat, ne constituent qu'une atténuation de la spoliation fiscale ».
Les niches fiscales sont également critiquées par le fait qu'elles dérogent au principe d'égalité devant l'impôt.
Le poids des niches "passives" comme leur croissance en volume est la principale raison de l'explosion du coût des niches fiscales qui sont en France passées de 53 milliards € en 2003, à 73 milliards € en 2008 et à 94,2 milliards en 2022. Il a été ainsi reproché à la « niche Copé » d'avoir coûté 22 milliards en trois ans (2007-2009).
Les principales niches fiscales sont le Crédit d'impôt pour la compétitivité et l'emploi (CICE) et le Crédit impôt recherche (CIR). La Cour des comptes, qui recensait 457 avantages fiscaux différents en 2018, estimait que « l'implication de l'administration est réduite et les propositions de modifications ou de suppressions de niches fiscales sont pratiquement inexistantes, faute notamment d'une évaluation suffisante ». Pour le budget 2024, certaines niches fiscales sont dans le viseur de la Cour des comptes car elles auraient un impact direct sur l'environnement. C'est le cas notamment des armateurs qui ont profité de la période post-covid pour engranger des profits importants (un manque à gagner de 3,8 milliards selon Bercy). Sur les 654 niches fiscales, 120 ont été recensées et auraient un impact direct sur l'environnement et sur les finances publiques avec un manque à gagner de 11,3 milliards d'euros.
Le Conseil des prélèvements obligatoires (ancien Conseil des impôts de la Cour des comptes) a plusieurs fois alerté l'État sur les dérives constatées et la contribution croissante (de 2000 à 2010) et importante des niches fiscales et sociales à la dette publique endettement de l'État, dans une économie globalisée où ces dérogations avantagent les grandes entreprises, avec des coûts d'endettement ou compensation souvent très supérieurs aux retombées socio-économiques espérées. Ainsi, en 2010, les exemptions fiscales applicables aux entreprises représentaient 13,8 % des recettes fiscales nettes, de l'État en 2010. Alors que « le poids des mesures fiscales qualifiées de modalités particulières de calcul de l'impôt était pour sa part égal à 27,9 % de ces recettes ».
Pour ces raisons, plusieurs pays de l'OCDE sont revenus sur leurs politiques d'offre de niches en fixant des conditions et limites plus explicites à leurs exemptions fiscales. De plus, certains pays, tels l'Allemagne et la Belgique ont entrepris des réformes fiscales « visant à la mise en place d'impôts à base large et à taux bas », ce qui les a conduit à remettre en cause leurs dispositifs dérogatoires d'impositions applicables aux entreprises.
Faute de transparence, en 2019 il est toujours « difficile de cerner leur ampleur réelle », mais selon Rexecode (qui se base sur les données fournies par France-Stratégie et le Clerse), en 2019, les aides aux entreprises ont été comprises entre 139 et 223 milliards d'euros, doit entre 6 et 9,6 % du PIB (alors qu'elles étaient vers 2005 estimés à environ 1 % du PIB). Selon C. Chavagneux (2019), les entreprises françaises sont « dopées aux niches fiscales ».
En 2022, il n'existe toujours « aucun document administratif qui unifie l'ensemble de ces aides aux entreprises », et en 2023, Christian Chavagneux juge ces aides exhorbitantes, pendant que d'autres économistes questionnent leur pertinence et leur utilité, critiquant des « dispositifs très inefficaces ». En 2024, selon le journal Les Échos, d'après une « revue de dépenses » d'aides publiques aux entreprises, commandée par le Gouvernement à l'Inspection générale des finances, pour trouver des pistes d'économies budgétaires), les aides publiques aux entreprises coutent cher à l'État : l'IGF sur la base d'une analysé d'environ un quart de l'ensemble des aides publiques aux entreprises, estime qu'environ 3 milliards d'aides sont « inutiles ou trop généreux » (incluant des tarifs préférentiels sur le gazole et l'électricité offerts aux industriels énergo-intensifs – qui coutent environ 2 milliards d'euros à l'État). Sept autres milliards pourraient être récupérés si l'État le voulait : environ 4 milliards d'euros de taxes évitées grâce à certains taux réduits accordés aux entreprises, et 3 milliards supplémentaires s'y ajouteraient « en relevant le taux intermédiaire […] de 10 % à 12,5 % ». La note critique aussi la niche fiscale du Crédit d'impôt recherche (CIR), qui prive chaque année l'État de 6 milliards d'euros, un manque dans les caisses du Trésor public qui pourrait tomber à 450 millions d'euros si cette niche était resserrée. Les missions d'accompagnement des entreprises par les Chambres de commerce et d'industrie, les Chambres de métiers et de l'artisanat, et la Banque publique d'investissement permettrait une économie de 800 millions d'euros.
Certaines de ces niches, dits « niches brunes » contribuent à la fiscalité noire, qui a aussi des couts environnementaux. Ce sont des avantages fiscaux accordés à des activités ou produits qui sont défavorables à l'environnement, notamment ceux liés aux énergies fossiles comme le pétrole, le gaz et le charbon ; il peut s'agir de niches fiscales incluant des réductions ou exemptions d'impôts ou de taxes pour certains secteurs tels que l'agriculture, la pêche, le transport routier, maritime et aérien, le BTP (bâtiment et travaux publics). Ces niches sont périodiquement dénoncées en raison de leur poids sur le budget de l'État (en France, pour une dizaine de postes de dépense fiscale brune, la perte pour le Trésor public a été évaluée à de 7,9 milliards d'euros en 2024, soit une hausse de 350 millions d'euros par rapport à 2023). Mais ces niches tendent à persister, notamment car le budget de l'État est « devenu de plus en plus dépendant au fil des années. Les différentes taxes assises sur ces ressources rapportent en effet une quarantaine de milliards d'euros par an, dont les trois quarts sont fléchés vers le budget de l'État. Un rendement proche de celui des grands impôts que sont l'impôt sur le revenu (89 milliards d'euros de rendement en 2022), celui sur les sociétés (62 milliards d'euros), ou même la TVA (100 milliards), qui fait de ces « recettes brunes » une véritable manne budgétaire dont les pouvoirs publics peuvent aujourd'hui difficilement se passer, particulièrement dans un contexte de finances publiques dégradées ». La fiscalité noire a même augmenté en 2023 en dépassant des records en 2022. En 2023, un projet du gouvernement était de réduire ce niches pour notamment mieux protéger le climat,.

#### Plafonnement de certaines niches fiscales
La Loi de Finances pour 2010 a introduit de nouvelles règles fiscales plafonnant certains avantages fiscaux et notamment les réductions d’impôts sur le revenu.
Le plafonnement global s'applique aux avantages fiscaux accordés en contrepartie d'un investissement (par exemple, l'investissement locatif) ou d'une prestation (par exemple, l'emploi d'un salarié à domicile ou les frais de garde des jeunes enfants).
Le plafonnement global ne s'applique pas aux avantages fiscaux liés à la situation personnelle de la personne (par exemple, les frais d'établissements pour personnes dépendantes), à la poursuite d'un objectif d'intérêt général sans contrepartie (par exemple, les dons aux organismes d'intérêt général) ou qui vont concerner des rénovations énergétiques comme MaPrime Renov.
Pour l'imposition sur les revenus de 2016, le total des avantages fiscaux ne peut pas procurer une diminution du montant de l'impôt sur le revenu dû supérieure à 10 000 € ou 18 000 € en présence d'investissements outre-mer et de Sofica.